# Cadillac CT4
Cadillac CT4 — компактний люксовий седан, який продається компанією Cadillac з 2019 року.
Він замінив Cadillac ATS і був представлений двічі: CT4-V 30 травня 2019 року, а стандартний CT4 — на чотири місяці пізніше.

## Опис

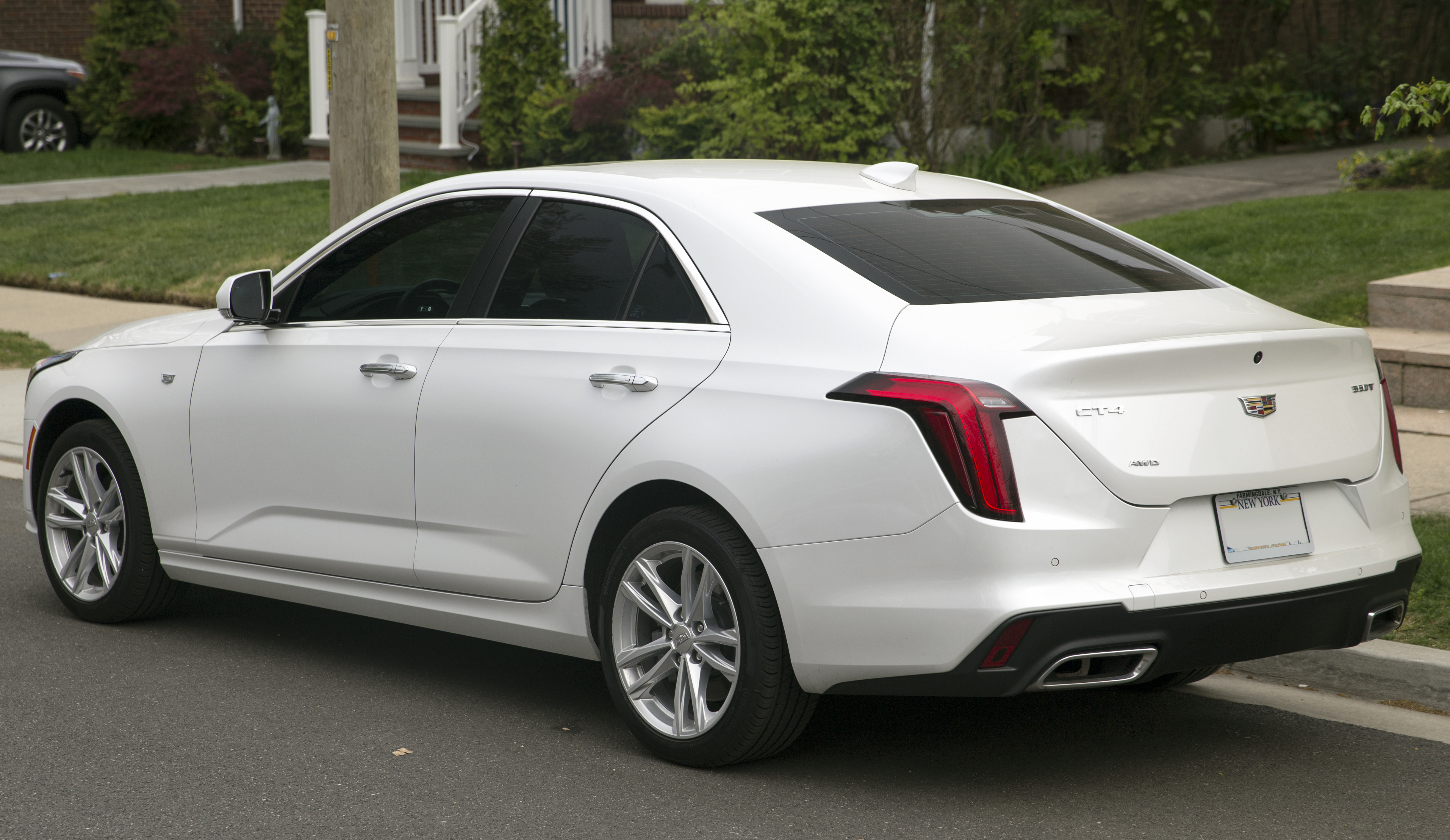

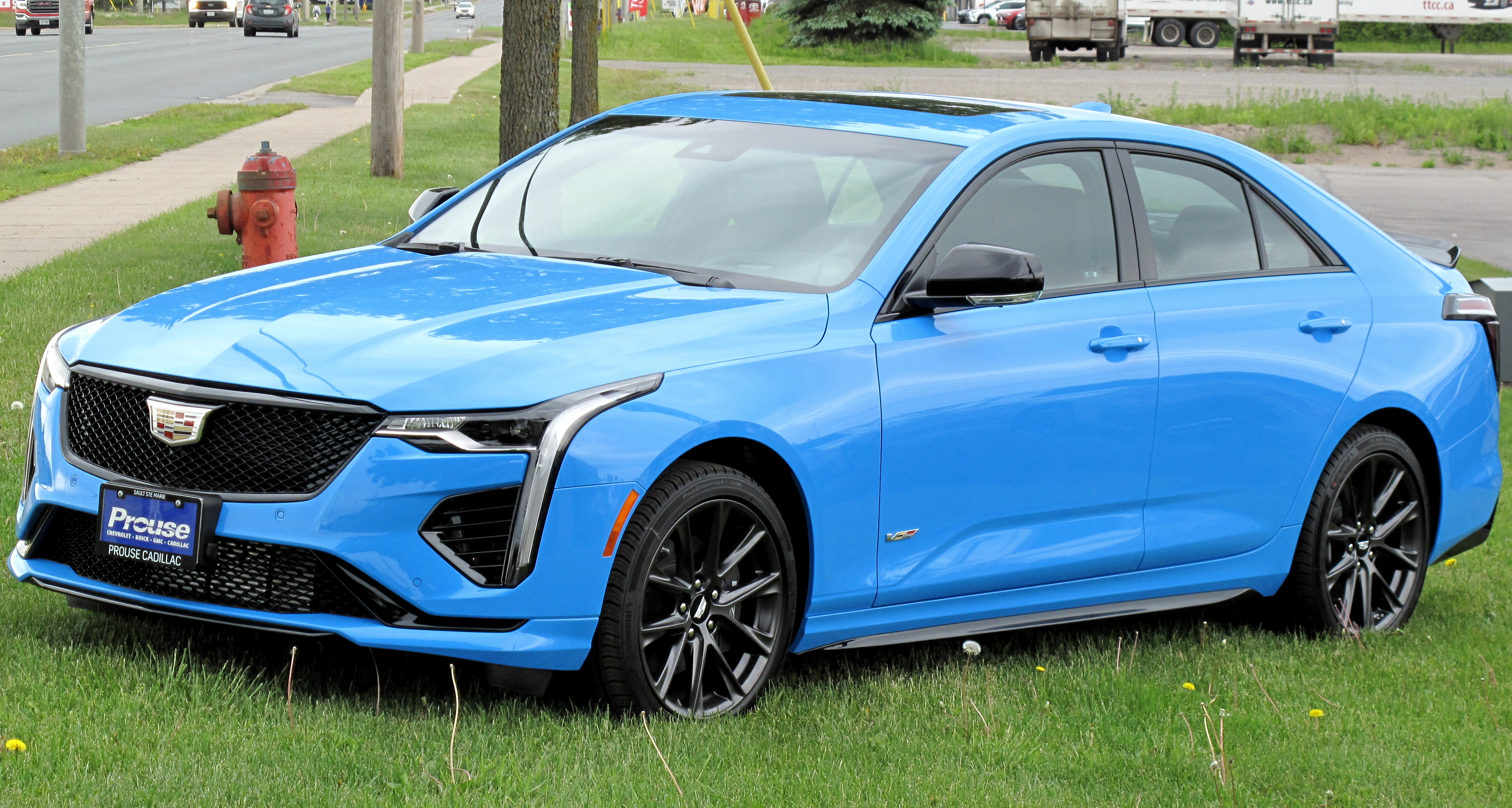
Cadillac CT4-V

Автомобіль збудовано на платформі GM Alpha 2, та пропонується з заднім або повним приводом.
Відповідно до нової стратегії позначення «C» Cadillac, CT4 буде доступний у базовій комплектації Luxury, а також у комплектаціях Sport та Premium Luxury. Базовий двигун — 2,0-літровий чотирициліндровий (I4) з турбонаддувом, що виробляє 237 к.с. (177 кВт) і крутний момент 350 Нм. 2,7-літровий турбо I4, виробляє 309 к.с. (230 кВт) і крутний момент 472 Нм.
Cadillac CT4 пропонує багажник об'ємом 303 л.
CT4 зняли з продажу на китайському ринку в 2024 році.

## Двигуни
- 2.0 L LSY turbo I4
- 2.7 L L3B turbo I4
- 3.6 L LF4 twin-turbo V6 (Blackwing)